# João Mendes Olímpio de Melo
João Mendes Olímpio de Melo (Tarauacá, 16 de dezembro de 1917 — Teresina, 1º de agosto de 1979) foi um engenheiro agrônomo e político brasileiro natural do estado do Acre e residente no Piauí desde a mais tenra idade e a exemplo de seus ascendentes fez carreira política no estado nordestino.

## Dados biográficos
Filho de Matias Olímpio de Melo e Maria José Mendes de Melo. Engenheiro agrônomo diplomado pela Universidade Federal do Recôncavo da Bahia, com especializações na Arizona State University e no College of Agriculture em Iowa, e também pela atual Universidade Federal Rural do Rio de Janeiro habilitando-se em Zootecnia.
João Mendes Olímpio de Melo foi eleito prefeito de Teresina via UDN em 1950, ingressando depois no PTB, legenda da qual foi presidente do diretório regional no Piauí. Assessor do Ministério da Agricultura e depois secretário de Agricultura, secretário de Educação e secretário de Saúde, exerceu o mandato de senador pelo Piauí e depois foi eleito deputado federal em 1962, migrando para o MDB após a instauração do Regime Militar de 1964, figurando como  primeiro suplente de deputado federal em 1966, mas não foi efetivado após a cassação de Chagas Rodrigues em 1969 devido ao que dispunha o Ato Institucional Número Cinco.
Seu pai foi eleito governador do Piauí em 1924 e senador em 1945 e 1954. Sua genealogia informa que é pai de Guilherme Melo, eleito deputado estadual em 1986, vice-governador em 1990 e empossado governador do Piauí em 1994 com a renúncia de Freitas Neto.